# (41213) Mimoun
(41213) Mimoun est un astéroïde de la ceinture principale.

## Description
(41213) Mimoun est un astéroïde de la ceinture principale. Il fut découvert le 2 décembre 1999 à Les Tardieux par Michel Bœuf. Il présente une orbite caractérisée par un demi-grand axe de 2,64 UA, une excentricité de 0,22 et une inclinaison de 8,4° par rapport à l'écliptique.
Il est nommé d'après Alain Mimoun.